# كأس الكونفيدرالية الإفريقية 2013
كأس الاتحاد الأفريقي لكرة القدم 2013 (تعرف أيضا كأس الاتحاد الأفريقي لكرة القدم أورانج 2013 لأسباب الرعاية) سوف تكون النسخة العاشرة من بطولة كرة القدم الثانية من حيث لأهمية على صعيد اللأندية التي ينظمها الاتحاد الأفريقي لكرة القدم (CAF. الفائز سوف يلعب في كأس السوبر الأفريقي 2014.

## تخصيص الفرق لكل اتحاد
نظرياً، قد يصل عدد الاتحادات الأعضاء المشاركة في الكاف إلى 56 في مسابقة كأس الأتحاد الأفريقي لكرة القدم 2013، على أن تكون الاتحادات الإثني عشرة الأفضل في تصنيف الاتحاد الأفريقي لكرة القدم لخمس سنوات مؤهلة لإشراك فريقين في البطولة. وسيستخدم الكاف التصنيف الذي يستند لنتائج الأندية في التصنيف السنوي المخصص من 2007–2011. نتيجة لذلك، الحد الأقصى لعدد الفرق التي ممكن أن تدخل في المسابقة هو 68 – على الرغم من أنه لم يتم اجتياز هذا الرقم على الإطلاق.

### التصنيف
يحتسب الكاف نقاط كل اتحاد استناداً إلى أداء أنديتهم لمدة 5 سنوات في دوري أبطال أفريقيا وكأس الاتحاد الأفريقي لكرة القدم، ولا يؤخذ بعين الاعتبار أدائهم في العام الحالي. معايير الحصول على نقاط حسب التالي:
|                            | دوري أبطال أفريقيا | كأس الاتحاد الأفريقي لكرة القدم |
| -------------------------- | ------------------ | ------------------------------- |
| الفائز                     | 5 نقاط             | 4 نقاط                          |
| الوصيف                     | 4 نقاط             | 3 نقاط                          |
| الخاسر في نصف النهائي      | 3 نقاط             | نقطين                           |
| المركز الثالث في المجموعات | نقطتين             | نقطة واحدة                      |
| المركز الثالث في المجموعات | نقطة واحدة         | نقطة واحدة                      |

يتم مضاعفة النقاط حسب تقييم العام وذالك كالتالي:
- 2011 – 5
- 2010 – 4
- 2009 – 3
- 2008 – 2
- 2007 – 1

### قائمة المشاركين
تظهر في الأدنى قائمة المشاركين بالمسابقة. البلدان تظهر وفقا لتصنيف اتحادات الأعضاء في الكاف والذي يمتد لخمس سنوات وذالك من 2007–2011 – ويبين عدد النقاط والمراكز للاتحادات التي تتفوق في التصنيف استناداً لنتائجهم في البطولات الماضية. الفرق من هذه البلدان مصنفة حسب التصنيف السنوي المخصص من 2007–2011. الفرق الستة عشر التي تملك التصنيف الأفضل (تظهر بالخط العريض) تم اعفائها من خوض الدور الأول التأهيلي.
| الاتحاد                                                                           | النادي                                      | طريقة التأهل                                                |
| الاتحادات التي تملك مقعدين (مصنفين من 1-12)                                       | الاتحادات التي تملك مقعدين (مصنفين من 1-12) | الاتحادات التي تملك مقعدين (مصنفين من 1-12)                 |
| --------------------------------------------------------------------------------- | ------------------------------------------- | ----------------------------------------------------------- |
| تونس (الأول - 100 نقطة)                                                           | الرياضي الصفاقسي                            | ثالث الرابطة التونسية المحترفة الأولى لكرة القدم 2011–12    |
| تونس (الأول - 100 نقطة)                                                           | النجم الرياضي الساحلي                       | رابع الرابطة التونسية المحترفة الأولى لكرة القدم 2011–12    |
| نيجيريا (الثاني - 70 نقطة)                                                        | لوبي ستارز                                  | ثالث الدوري النيجيري الممتاز 2012                           |
| نيجيريا (الثاني - 70 نقطة)                                                        | هارتلاند                                    | فائز كأس نيجيريا 2012                                       |
| مصر (الثالث - 64 نقطة)                                                            | الإسماعيلي                                  | ثالث الدوري المصري الممتاز لكرة القدم 2010–11 لاحظ مصر      |
| مصر (الثالث - 64 نقطة)                                                            | إنبي                                        | فائز كأس مصر 2010–11 لاحظ مصر                               |
| المغرب (الرابع - 62 نقطة)                                                         | الوداد الرياضي                              | ثالث الدوري المغربي للمحترفين 2011/2012                     |
| المغرب (الرابع - 62 نقطة)                                                         | نادي الجيش الملكي                           | وصيف كأس العرش 2012                                         |
| جمهورية الكونغو الديمقراطية (الخامس - 49 نقطة)                                    | موتيما بيمبي                                | ثالث الدوري الوطني الكونغولي 2012                           |
| جمهورية الكونغو الديمقراطية (الخامس - 49 نقطة)                                    | دون بوسكو                                   | فائز كأس الكونغو 2012                                       |
| السودان (السادس - 47 نقطة)                                                        | أهلي شندي                                   | ثالث الدوري السوداني الممتاز 2012                           |
| السودان (السادس - 47 نقطة)                                                        | نادي الخرطوم                                | رابع الدوري السوداني الممتاز 2012                           |
| الجزائر (السابع - 43 نقطة)                                                        | اتحاد الجزائر (مشترك واحد فقط)              | ثالث الرابطة الجزائرية المحترفة الأولى لكرة القدم 2011-2012 |
| الكاميرون (الثامن - 19 نقطة)                                                      | بانتير دو ندي                               | ثالث الدوري الكاميروني الممتاز 2012                         |
| الكاميرون (الثامن - 19 نقطة)                                                      | لم يتم تحديده                               | فائز كأس الكاميرون 2012                                     |
| أنغولا (التاسع - 18 نقطة)                                                         | بترو إتليتيكو                               | ثالث الدوري الأنغولي الممتاز 2012                           |
| أنغولا (التاسع - 18 نقطة)                                                         | نادي ريكرياتيفو كالا                        | فائز كأس أنغولا 2012                                        |
| مالي (العاشر - 18 نقطة)                                                           | يونيون بوغوني                               | فائز كأس مالي 2012                                          |
| مالي (العاشر - 18 نقطة)                                                           | المبدعين أحد عشر لنياريلا                   | وصيف كأس مالي 2012                                          |
| كوت ديفوار (=الثاني عشر - 11 نقطة)                                                | أسيك ميموسا                                 | ثالث دوري كوت ديفوار الممتاز 2012                           |
| كوت ديفوار (=الثاني عشر - 11 نقطة)                                                | النجم الرياضي لأجامي                        | فائز كأس كوت ديفوار لكرة القدم 2012                         |
| الاتحادات التي تملك مقعد (عدد نقاط أقل من الاتحادات الاثني عشرة الأعضاء في الكاف) |                                             |                                                             |
| ليبيا (ا=الثاني عشر - 11 نقطة)                                                    | نادي النصر الليبي                           | فائز كأس ليبيا 2009-10 لاحظ ليبيا                           |
| زامبيا (الرابع عشر - 10 نقطة)†                                                    | باور ديناموز                                | وصيف الدوري الزامبي الممتاز 2011                            |
| النيجر (الخامس عشر - 4 نقطة)                                                      | الساحل                                      | فائز كأس النيجر 2012                                        |
| غانا (السادس عشر - 2 نقاط)                                                        | إيدوبيازي يونايتد                           | فائز كأس غانا 2011–12                                       |
| جنوب أفريقيا (السابع عشر - 1 نقطة)                                                | سوبر سبور يونايتد                           | فائز كأس جنوب أفريقيا 2012                                  |
| بنين                                                                              | نادي موغاس 90                               | فائز كأس بنين 2012                                          |
| بوتسوانا                                                                          | جابورون يونايتد                             | فائز كأس بوتسوانا 2012                                      |
| بوركينا فاسو                                                                      | نادي سكة حديد كاديوغو                       | فائز كأس بوركينا فاسو 2012                                  |
| بوروندي                                                                           | أكاديمية أل أل بي                           | فائز كأس بوروندي 2012                                       |
| جمهورية أفريقيا الوسطى                                                            | لم يحدد بعد                                 | فائز كأس جمهورية أفريقيا الوسطى 2012                        |
| تشاد                                                                              | نادي إيلكت سبور                             | فائز كأس تشاد 2012                                          |
| الكونغو                                                                           | ديابل نوار                                  | فائز كأس الكونغو لكرة القدم 2012                            |
| غينيا الاستوائية                                                                  | نادي البنتيرز                               | فائز كأس غينيا الاستوائية 2012                              |
| إثيوبيا                                                                           | نادي ديديبيت                                | فائز كأس إثيوبيا 2011–12                                    |
| الغابون                                                                           | اتحاد بيتام                                 | فائز كأس الغابون 2012                                       |
| غامبيا                                                                            | جامتل                                       | فائز كأس غامبيا 2012                                        |
| غينيا                                                                             | سيكوينس                                     | فائز كأس غينيا 2012                                         |
| كينيا                                                                             | غور ماهيا                                   | فائز كأس اتحاد كينيا لكرة القدم 2012                        |
| ليبيريا                                                                           | باراك يونغ كونترولرز                        | وصيف كأس ليبيريا 2012                                       |
| مدغشقر                                                                            | بويني                                       | وصيف كأس مدغشقر 2012                                        |
| موزمبيق                                                                           | فيروفياريو دي مابوتو                        | فائز كأس موزمبيق 2012                                       |
| رواندا                                                                            | الشرطة                                      | وصيف الدوري الرواندي الممتاز 2011–12                        |
| ساو تومي وبرينسيبي                                                                | ديبورتيفو غوادالوبي                         | وصيف كأس ساو تومي وبرينسيبي 2012                            |
| السنغال                                                                           | نادي لأش ال م                               | فائز كأس السنغال 2012                                       |
| سيشيل                                                                             | أنسي ريونيون                                | فائز كأس السيشيل 2012                                       |
| سيراليون                                                                          | نادي جوهانسون                               | رابع دوري سيراليون الوطني الممتاز 2012                      |
| جنوب السودان                                                                      | نادي الناصر                                 | فائز كأس جنوب السودان 2012                                  |
| سوازيلاند                                                                         | نادي مبادان هايلاندرز                       | فائز كأس سوازيلاند 2012                                     |
| تنزانيا                                                                           | نادي أزام                                   | وصيف الدوري التنزاني الممتاز 2011–12                        |
| توغو                                                                              | نادي جمارك لومي                             | وصيف دوري توغو الممتاز 2011–12                              |

ملاحظات
- الاتحادات التالية التي لم ترسل أي فريق للمشاركة في البطولة: زيمبابوي (منصف في المركز الحادي عشر وب11 نقطة وتم تخصيص مقعدين له)، الرأس الأخضر، جزر القمر، جيبوتي، إريتريا، غينيا بيساو، ليسوتو، ملاوي، موريتانيا، موريشيوس، ناميبيا، ريونيون، الصومال، أوغندا، زنجبار.
- الفرق الغير مصنفة ليس لديها إي نقطة وبالتالي يتساوون بالمركز الثامن عشر.

مصر : كان من المفترض تمثيل كل من ثالث الدوري المصري الممتاز لكرة القدم 2011–12 و الفائز ب كأس مصر 2011–12 لمصر في النافسة لكن لإلغاءهما.ثالث الدوري المصري الممتاز لكرة القدم 2010–11 و الفائز ب كأس مصر 2010–11 تم اختيارهما لتمثيل مصر.
ليبيا : لعدم وجود أية منافسة كروية في ليبيا لموسم 2012 ،فائز ب كأس ليبيا 2009-10 تم اختياره لتمثيل ليبيا.
علاوة على ذلك، سيدخل ثمانية خاسرون من الدور الثاني لدوري أبطال أفريقيا 2013 للمشاركة في جولة الملحق الفاصل.

## مواعيد البطولة
جدول مواعيد المنافسة لعام 2013.
| المرحلة          | الدور          | موعد القرعة                  | المواجهة الأولى | المواجهة الثانية |
| ---------------- | -------------- | ---------------------------- | --------------- | ---------------- |
| التصفيات         | الدور التمهيدي | 9 ديسمبر 2012 (القاهرة، مصر) | 15–17 فبراير    | 1–3 مارس         |
| التصفيات         | الدور الأول    | 9 ديسمبر 2012 (القاهرة، مصر) | 15–17 مارس      | 5–7 أبريل        |
| التصفيات         | الدور الثاني   | 9 ديسمبر 2012 (القاهرة، مصر) | 19–21 أبريل     | 3–5 مايو         |
| التصفيات         | الدور الفاصل   |                              |                 |                  |
| دور المجموعات    | الجولة الأولى  |                              |                 |                  |
| دور المجموعات    | الجولة الثانية |                              |                 |                  |
| دور المجموعات    | الجولة الثالثة |                              |                 |                  |
| دور المجموعات    | الجولة الرابعة |                              |                 |                  |
| دور المجموعات    | الجولة الخامسة |                              |                 |                  |
| دور المجموعات    | الجولة السادسة |                              |                 |                  |
| دور خروج المغلوب | نصف النهائي    |                              |                 |                  |
| دور خروج المغلوب | النهائي        |                              |                 |                  |

## دور المجموعات

### المجموعة أ
| م | الفريق                  | لعب | ف | ت | خ | أ.له | أ.ع | أ.ف | نقاط | التأهل       |
| - | ----------------------- | --- | - | - | - | ---- | --- | --- | ---- | ------------ |
| 1 | النادي الرياضي الصفاقسي | 6   | 4 | 2 | 0 | 8    | 3   | +5  | 14   | خروج المغلوب |
| 2 | الملعب المالي           | 6   | 2 | 2 | 2 | 3    | 4   | −1  | 8    | خروج المغلوب |
| 3 | النجم الرياضي الساحلي   | 6   | 1 | 3 | 2 | 3    | 4   | −1  | 6    |              |
| 4 | سانت جورج               | 6   | 1 | 1 | 4 | 4    | 7   | −3  | 4    |              |

### المجموعة ب
| م | الفريق          | لعب | ف | ت | خ | أ.له | أ.ع | أ.ف | نقاط | التأهل       |
| - | --------------- | --- | - | - | - | ---- | --- | --- | ---- | ------------ |
| 1 | تي بي مازيمبي   | 6   | 3 | 1 | 2 | 9    | 6   | +3  | 10   | خروج المغلوب |
| 2 | النادي البنزرتي | 6   | 2 | 3 | 1 | 3    | 2   | +1  | 9    | خروج المغلوب |
| 3 | الفتح الرباطي   | 6   | 2 | 2 | 2 | 5    | 6   | −1  | 8    |              |
| 4 | وفاق سطيف       | 6   | 0 | 4 | 2 | 4    | 7   | −3  | 4    |              |

## دور خروج المغلوب
كأس الكونفيدرالية الإفريقية 2013 (تعرف أيضا كأس الكونفيدرالية الإفريقية أورانج 2013 لأسباب الرعاية) هي النسخة العاشرة من بطولة كرة القدم الثانية من حيث الأهمية على صعيد الأندية التي ينظمها الاتحاد الإفريقي لكرة القدم.

## الأدوار
|  | نصف النهائي             | نصف النهائي             | نصف النهائي   | نصف النهائي   | نصف النهائي |   |                         | النهائي                 | النهائي | النهائي | النهائي | النهائي |  |
|  |                         |                         |               |               |             |   |                         |                         |         |         |         |         |  |
|  | النادي البنزرتي         | النادي البنزرتي         | 0             | 0             | 0           |   |                         |                         |         |         |         |         |  |
|  | النادي البنزرتي         | النادي البنزرتي         | 0             | 0             | 0           |   |                         |                         |         |         |         |         |  |
|  | النادي الرياضي الصفاقسي | النادي الرياضي الصفاقسي | 0             | 1             | 1           |   |                         |                         |         |         |         |         |  |
|  | النادي الرياضي الصفاقسي | النادي الرياضي الصفاقسي | 0             | 1             | 1           |   | النادي الرياضي الصفاقسي | النادي الرياضي الصفاقسي | 2       | 1       | 3       |         |  |
|  |                         |                         |               |               |             |   | النادي الرياضي الصفاقسي | النادي الرياضي الصفاقسي | 2       | 1       | 3       |         |  |
|  |                         |                         | تي بي مازيمبي | تي بي مازيمبي | 0           | 2 | 2                       |                         |         |         |         |         |  |
|  | الملعب المالي           | الملعب المالي           | تي بي مازيمبي | تي بي مازيمبي | 0           | 2 | 2                       | 1                       | 0       | 1       |         |         |  |
|  | الملعب المالي           | الملعب المالي           |               |               |             |   |                         |                         |         | 1       |         |         |  |
|  | تي بي مازيمبي           | تي بي مازيمبي           | 2             | 1             | 3           |   |                         |                         |         |         |         |         |  |

## نصف النهائي
| الفريق الأول    | إجم. | الفريق الثاني           | مباراة الذهاب | مباراة الإياب |
| --------------- | ---- | ----------------------- | ------------- | ------------- |
| النادي البنزرتي | 0–1  | النادي الرياضي الصفاقسي | 0–0           | 0–1           |
| الملعب المالي   | 1–3  | تي بي مازيمبي           | 1–2           | 0–1           |

### الذهاب
| 6 أكتوبر 2013 | النادي البنزرتي | 0–0     | النادي الرياضي الصفاقسي | ملعب 15 أكتوبر |
|               |                 | (تقرير) |                         |                |

| 6 أكتوبر 2013 | الملعب المالي       | 1–2     | تي بي مازيمبي                              | ملعب 26 مارس |
|               | موريماكان كواتا 28' | (تقرير) | رينفورد كالابا 15' · تريسور مبوتو مابي 23' |              |

### الإياب
| 19 أكتوبر 2013 | تي بي مازيمبي               | 1–0     | الملعب المالي | ملعب تي بي مازيمبي |
|                | ماتوندو سالكياكو 7' (ركلة.) | (تقرير) |               |                    |

| 20 أكتوبر 2013 | النادي الرياضي الصفاقسي | 1–0     | النادي البنزرتي | ملعب الطيب المهيري |
|                | ايدريسا كوتي 45'        | (تقرير) |                 |                    |

## النهائي
| الفريق الأول            | إجم. | الفريق الثاني | مباراة الذهاب | مباراة الإياب |
| ----------------------- | ---- | ------------- | ------------- | ------------- |
| النادي الرياضي الصفاقسي | 3–2  | تي بي مازيمبي | 2–0           | 2–1           |

### الذهاب
| 23 نوفمبر 2013 | النادي الرياضي الصفاقسي                        | 2–0     | تي بي مازيمبي | ملعب الطيب المهيري |
|                | إبراهيم ديديي نودنغ 17' · طه ياسين الخنيسي 90' | (تقرير) |               |                    |

### الإياب
| 30 نوفمبر 2013 | تي بي مازيمبي                         | 2–1     | النادي الرياضي الصفاقسي | ملعب تي بي مازيمبي |
|                | شيباني تراوري 10' · مبوانا ساماتا 23' | (تقرير) | فخر الدين بن يوسف 88'   |                    |